# Topotecan
Topotecan (tên thương mại Hycamtin) là một tác nhân hóa trị liệu là một chất ức chế topoisomerase. Nó là một chất tương tự tổng hợp, hòa tan trong nước của hợp chất hóa học tự nhiên camptothecin. Nó được sử dụng dưới dạng muối hydroclorua để điều trị ung thư buồng trứng, ung thư phổi và các loại ung thư khác.
Sau khi GlaxoSmithKline nhận được sự chấp thuận cuối cùng của FDA đối với viên nang Hycamtin vào ngày 15 tháng 10 năm 2007, topotecan đã trở thành chất ức chế topoisomerase I đầu tiên khi sử dụng.

## Công dụng
- Ung thư buồng trứng (FDA tháng 5 năm 1996).[3]
- Ung thư cổ tử cung (FDA tháng 6 năm 2006).[4][5]
- Ung thư biểu mô tế bào phổi nhỏ (SCLC) (FDA tháng 10 năm 2007).[6][7]

### Sử dụng thử nghiệm
Kể từ năm 2016, các thí nghiệm đã được tiến hành cho Neuroblastoma, Brainstem glioma, Ewing's sarcoma và Angelman's. Ngoài ra, topotecan đang điều trị bằng thực nghiệm điều trị ung thư phổi không tế bào nhỏ, ung thư đại trực tràng, ung thư vú, ung thư hạch không Hodgkin, ung thư nội mạc tử cung và Oligodendroglioma.

### Hội chứng Angelman
Hội chứng Angelman là một rối loạn di truyền thần kinh đặc trưng bởi sự chậm phát triển nghiêm trọng, co giật, suy giảm khả năng nói và suy giảm thể chất. Đây là một bệnh biểu sinh và các phương pháp điều trị khác tập trung vào các triệu chứng. Nó được gây ra bởi một sự xóa bỏ hoặc đột biến của alen mẹ cho protein ubiquitin ligase E3A. UBE3A được thể hiện trong hầu hết các mô cơ thể. Tuy nhiên, trong tế bào thần kinh chỉ có bản sao gen của mẹ được thể hiện. UBE3A nằm trên nhiễm sắc thể 15 và bản sao của gen được in dấu di truyền và bị làm im lặng bởi bản phiên mã RNA antisense. Trung tâm kiểm soát bản sao của mẹ được methyl hóa, ngăn chặn sự phiên mã theo hướng antisense trong khi trung tâm kiểm soát bản sao của người mẹ không được methyl hóa.
Điều trị liên quan đến việc giải mã các alen cha cho phép các alen UBE3A bình thường được phiên mã. UBE3A, trong chức năng bình thường, thêm chuỗi ubiquitin vào protein để nhắm mục tiêu các protein không cần thiết hoặc bị hư hỏng để xuống cấp bởi proteasome.
16 chất ức chế topoisomerase không ổn định UBE3A gia đình. Topoisomeraes là các enzyme điều chỉnh việc tháo gỡ DNA. Trong số 16 chất ức chế này, topotecan đã được tìm thấy để gây ra sự điều hòa mạnh nhất của UBE3A. Các enzyme liên kết với DNA và cắt xương sống phosphat, cho phép DNA không bị phá hủy. Topotecan làm mất tập trung alen UBE2A của cha bằng cách giảm phiên mã của bản sao antisense. Topotecan ức chế topoisomerase I khôi phục mức độ UBE3A về phạm vi hoang dã trong các tế bào thần kinh băm nuôi cấy.
Chuột biến đổi gen với UBE3A được gắn huỳnh quang đã được sử dụng để kiểm tra tính hiệu quả của việc hủy ghép bản sao cha. Khi thử nghiệm trên chuột in vivo, topotecan ảnh hưởng đến vùng hippocampus, thể vân và vỏ não nhưng không phải là tiểu não, trừ khi một liều cao được dùng (21,6 microgram / giờ trong vòng năm ngày). Nghiên cứu cho thấy rằng các chất ức chế topoisomerase có khả năng tạo ra protein UBE3A hoạt động bình thường. Hầu hết các triệu chứng do hội chứng Angelman thường được điều trị bằng liệu pháp nói, vật lý trị liệu và liệu pháp nghề nghiệp. Thuốc chống động kinh thường được kê đơn vì co giật là triệu chứng phổ biến của hội chứng Angelman. Những phương pháp điều trị chỉ nhắm đến các triệu chứng.
Thuốc này đã được dùng cho bệnh nhân ung thư. Nó được dung nạp tốt khi dùng cho bệnh nhân nhi và người lớn.

## Cơ chế hoạt động
Topotecan là một dẫn xuất bán tổng hợp của camptothecin. Camptothecin là một sản phẩm tự nhiên được chiết xuất từ vỏ cây Camptotheca acuminata. Topoisomerase-I là một enzyme hạt nhân làm giảm căng thẳng xoắn trong DNA bằng cách mở các chuỗi đứt đơn. Khi topoisomerase-I tạo ra một chuỗi đứt, DNA có thể xoay trước ngã ba sao chép tiến bộ. Trong môi trường sinh lý, topotecan ở trạng thái cân bằng với dạng carboxylate không hoạt động. Dạng lactone hoạt động của Topotecan xen kẽ giữa các cơ sở DNA trong phức hợp phân cắt topoisomerase-I. Sự gắn kết của topotecan trong phức hợp phân cắt ngăn cản topoisomerase-I di chuyển chuỗi DNA có biệt danh sau khi làm giảm căng thẳng. Do đó, sự xen kẽ này bẫy bẫy topoisomerase-I trong phức hợp phân tách liên kết với DNA. Khi sự sao chép-ngã ba va chạm với topoisomerase-I bị bẫy, sự phá hủy DNA xảy ra. Các chuỗi DNA không bị phá vỡ và các tế bào động vật có vú có thể sửa chữa hiệu quả các đứt gãy sợi đôi này. Sự tích tụ của các phức hợp topoisomerase-I bị bẫy là một phản ứng đã biết đối với các kích thích apoptotic. Sự gián đoạn này ngăn cản sự sao chép DNA và cuối cùng dẫn đến chết tế bào. Quá trình này dẫn đến sự phá vỡ chuỗi DNA dẫn đến apoptosis. Sử dụng topotecan điều chỉnh xuống mục tiêu của nó, topoisomerase-I; do đó, nó được dùng để tối đa hóa hiệu quả và giảm thiểu độc tính liên quan. Topotecan thường được dùng kết hợp với Paclitaxel như là phương pháp điều trị đầu tiên cho bệnh ung thư phổi tế bào nhỏ giai đoạn rộng.

## Tác dụng phụ
- Ức chế tủy, đặc biệt là giảm bạch cầu, giảm bạch cầu, thiếu máu và giảm tiểu cầu
- Tiêu chảy, buồn nôn, nôn, viêm miệng và táo bón
- Tăng tính nhạy cảm với nhiễm trùng
- Suy nhược [17]

## Phiên bản gốc
Hai phiên bản chung đã được phê duyệt trong Liên minh châu Âu. Vào tháng 11 năm 2010, FDA Hoa Kỳ đã phê duyệt một phiên bản gốc.